# Mariapfarr
Mariapfarr est une commune autrichienne du district de Tamsweg dans l'État de Salzbourg.